# Seksdagesløb (Sverige)
 For alternative betydninger, se Seksdagesløb (flertydig). (Se også artikler, som begynder med Seksdagesløb)
Seksdagesløbet (Sexdagarsloppet), var et svensk landevejscykelløb, på seks eller syv etaper, som blev arrangeret først gang i 1924 af Hammarby IF og avisen Dagens Nyheter.
Sidste løb blev kørt i 1975 men blev genoptaget i 1982 under navnet PostGirot Open. Løbet blev ikke afviklet mellem 1934 og 1939.
Under løbets eksistens, blev det afviklet flere steder i Sverige og blev anset for at være ekstremt hårdt, da det ofte blev afviklet på grusveje, især i den tidligere fase.

## Danske vindere
Der har været fire danske vindere af løbet med fem sejre:
- 1928 – Henry Hansen, 1.530, 27,3 km/h
- 1929 – Henry Hansen, 1.521, 28,6 km/h
- 1951 – Hans E. Andresen, 1.424 km, 35,4 km/h
- 1952 – Eluf Dalgaard, 1.339 km, 35,1 km/h
- 1959 – Vagn Bangsborg, 1.140 km, 40,6 km/ h